# Code of Honor
"Code of Honor" es el cuarto episodio de la primera temporada de la serie de televisión estadounidense de ciencia ficción Star Trek: The Next Generation, transmitida originalmente el 12 de octubre de 1987, en distribución. El episodio fue escrito por Katharyn Powers y Michael Baron con la dirección de Russ Mayberry. Mayberry fue reemplazado a mitad del rodaje del episodio por el primer asistente de dirección Les Landau.
Ambientada en el siglo XXIV, la serie sigue las aventuras de la tripulación de la Flota Estelar de la nave espacial Enterprise-D de la Federación. En este episodio, mientras la nave visita el planeta Ligon II para recuperar una vacuna, la tripulante Tasha Yar (Denise Crosby) es secuestrada por el líder de los ligonianos. La raza se rige por un estricto código de honor y su líder busca utilizar a Yar como peón para aumentar su poder.
Powers y Baron plantearon una historia basada en una raza reptil que seguía un código de honor similar al código bushido de los samuráis. Esto se desarrolló hasta la historia final, que la escritora Tracy Tormé describió como un tema del "África tribal de la década de 1940". El episodio fue recibido negativamente entre el elenco, el equipo, los seguidores de la saga y los críticos, y ha sido llamado "posiblemente la peor pieza de Star Trek jamás realizada".

## Trama
El Enterprise llega al planeta Ligon II para adquirir una vacuna necesaria para combatir un brote de fiebre de Anquiles en Styris IV. La tripulación, que posee poca información sobre la cultura ligoniana, descubre que sigue estrictas costumbres de estatus similares a las de la antigua China. Específicamente, mientras los hombres en su cultura gobiernan la sociedad, la tierra misma está controlada por las mujeres. Lutan (Jessie Lawrence Ferguson), su líder, se transporta al Enterprise para proporcionar una muestra de la vacuna y queda impresionado por el estatus de la teniente Yar como jefa de seguridad y por sus habilidades de aikido en la holocubierta.  Después de un recorrido por la nave, Lutan y los ligonianos secuestran a Yar mientras la transportan de regreso a la superficie. El capitán Picard (Patrick Stewart) exige a Lutan la devolución de Yar, considerando el secuestro como un acto de guerra, pero no recibe respuesta del planeta. Después de consultar con sus oficiales, Picard determina que Lutan tomó a Yar en un "golpe de conteo" como muestra de heroísmo. Picard contacta a Lutan de una manera más pacífica, quien otorga permiso para que la tripulación del Enterprise baje al planeta y promete devolver a Yar después de un banquete en su honor.
Lutan anuncia en el banquete que desea que Yar sea su esposa, sorprendiendo no sólo a la tripulación del Enterprise sino también a Yareena (Karole Selmon), la actual "favorita" de Lutan. Yareena desafía a Yar a una lucha a muerte para recuperar el puesto. Cuando Picard se opone a la pelea, Lutan se niega a darle al Enterprise el resto de la vacuna a menos que Yar participe. La tripulación investiga el ritual de combate y descubren que las armas utilizadas están recubiertas con un veneno letal y que Lutan debe su posición a la riqueza de Yareena. Picard se prepara para transportar a Yar al Enterprise en caso de que resulte herida en la batalla. A medida que avanza la pelea, tanto Yareena como Yar son igualmente hábiles, pero Yar finalmente le da un golpe a Yareena. Yar rápidamente cubre a Yareena y ordena el transporte de ambas al Enterprise contra las demandas de Lutan. En la nave, la Dra. Crusher (Gates McFadden) llega a Yareena momentos después de su muerte, pero logra contrarrestar el veneno y revivir el cuerpo de la mujer. Cuando Lutan exige saber el destino de Yareena, Crusher revela que Yareena murió, cediendo así el puesto a Yar y rompiendo su vínculo. Yareena ahora es libre de seleccionar una nueva pareja eligiendo a Hagon (James Louis Watkins), uno de los guardaespaldas de Lutan, despojando de su posición de poder y convirtiéndolo en su "segundo". Hagon deja ir a Yar y le da a la Enterprise su suministro completo de vacunas.

## Producción
La escritora Katharyn Powers fue invitada a presentar una historia para The Next Generation porque era amiga de la escritora de Star Trek, DC Fontana.Junto a su compañero de escritura Michael Baron, Powers presentó una historia que involucraba a una raza reptil llamada "Tellisians" que seguía un código de honor similar al de los samuráis.  Sin embargo, el guion y los extraterrestres pasaron por varios cambios antes de llegar a la pantalla.Powers continuaría escribiendo el episodio de la temporada 1 de Stargate SG-1 "Emancipation", que tenía temas similares a "Code of Honor". El tema africano del episodio fue aportado por el director Russ Mayberry, quien hizo que la raza Ligonian fuera interpretada íntegramente por actores afroamericanos. Mayberry fue despedido durante la producción por el creador del programa Gene Roddenberry, y el primer asistente de dirección Les Landau completó el episodio. El autor de la novela Star Trek, Keith DeCandido, recordó más tarde que esto se debió al casting en sí,mientras que el miembro del elenco Wil Wheaton (Wesley Crusher) pensó que se debía a que Mayberry fue racista con las estrellas invitadas después de que fueron elegidas.
La escritora Tracy Tormé no estaba satisfecha con el tema de los extraterrestres del "África tribal de los años 40"  y porque la escena de combate hacia el final del episodio se parecía a la pelea entre Kirk y Spock en el episodio "Amok Time" de la serie original.  El escritor de Star Trek Maurice Hurley dijo que era "una buena idea, pero la ejecución simplemente fracasó. Nuevamente, si tomas ese guión y si a los actores se les hubiera dicho que le dieran un giro diferente, ese espectáculo habría sido diferente". Pero se volvió demasiado barroco y se vino abajo. Pero el concepto de que un hombre diga 'tengo que hacer que alguien mate a mi esposa y esta es la persona' es una buena idea".Algunos miembros del elenco, incluido Jonathan Frakes, intentaron evitar que el episodio se volviera a emitir.Michael Dorn deseó no haber hecho el episodio y se alegró de no estar en él.En una entrevista de 2012, Patrick Stewart estuvo de acuerdo con los seguidores de la saga que consideraban el episodio de la temporada 2 "The Measure of a Man" como "el primer episodio verdaderamente grandioso de la serie", afirmando que la primera temporada "tuvo varios episodios bastante débiles"; refiriéndose a "Código de Honor" en particular, dijo: "Puedo pensar en uno muy temprano que involucraba a una raza de extraterrestres negros de los que todos nos sentíamos bastante avergonzados".
El episodio también vio la primera aparición de la estructura de cuadrícula negra y amarilla de la holocubierta vacía. Sin embargo, la unidad de interfaz utilizada por Yar, que parecía un teléfono con cable, no se volvió a ver, y los miembros de la tripulación usaron comandos vocales para programar la holocubierta en episodios futuros. El Capitán Picard mostró orgullo por su herencia francesa en este episodio. Esta peculiaridad del personaje rara vez se repitió, como en el siguiente episodio "The Last Outpost" y cantando "Frère Jacques" en "Disaster" mientras escapaba de un turboeje con tres niños.

## Recepción
"Code of Honor" se emitió en redifusión durante la semana que comenzó el 12 de octubre de 1987. Recibió calificaciones de Nielsen de 9,5, lo que refleja el porcentaje de todos los hogares que vieron el episodio durante su franja horaria. Esto fue inferior a las calificaciones recibidas por los dos episodios anteriores, pero superior al 8,9 recibido por el siguiente episodio, "The Last Outpost".
Varios críticos volvieron a ver el episodio después del final de la serie. El miembro del reparto Wil Wheaton lo revisó en abril de 2008 para AOL TV. No recordaba haber aparecido en el episodio, y era la primera vez desde que se emitió originalmente que lo veía. Dijo que no era bueno, pero que "no era tan abiertamente racista como lo recordaba. Quiero decir, ciertamente no es tan racista como 'Angel One' es sexista, y si los ligonianos no hubieran sido arbitrariamente determinados a ser completamente Afroamericano, ni siquiera habría sido un problema". Dijo que el episodio es un ejemplo del tipo de episodios de la primera temporada que habrían resultado en la cancelación del programa a mitad de temporada si no hubiera contado con el apoyo tan bueno de los fanáticos y hubiera llegado directamente a la sindicación.  James Hunt, escribiendo para Den of Geek, afirmó que el episodio fue racista. Dijo que "esta no es sólo una mala televisión, es abiertamente ofensiva y parece hacer todo lo posible para deshacer algunas de las lecciones más importantes que la serie original impartió unos 25 años después de que se supone que las aprendimos".  En general, dijo que esta era "posiblemente la peor pieza de Star Trek jamás realizada".
Zack Handlen revisó el episodio para The AV Club en abril de 2010. Dijo que los extraterrestres en el episodio eran "una nota" y, en general, "Code of Honor" no generó ninguna inversión emocional. Le dio al episodio una puntuación de C-, resumiéndolo así: "No estoy seguro de creer que TNG podría generar un gran programa después de ver 'Code', pero al menos podría decir que era prometedor sin sonar como una herramienta completa".Keith DeCandido vio "Code of Honor" para Tor.com en mayo de 2011. Pensó que el episodio estaba plagado de clichés y dice que sólo parece racista por el reparto, aunque el guion no lo requería. "Si los ligonianos hubieran sido interpretados por blancos, nada del diálogo cambiaría y nadie lo llamaría racista", dijo y le dio una puntuación de dos sobre diez.Michelle Erica Green, de TrekNation, pensó que el episodio tuvo un ritmo muy lento y que la escena de la pelea al final era "torpe e incómoda", lo que sugiere que esto tenía algo que ver con la oposición del elenco y el equipo al episodio en general. Sin embargo, sí notó una cualidad redentora del episodio, citando la escena en la que Geordi La Forge intenta explicarle el humor a Data.
Jamahl Epsicokhan en su sitio web Jammer's Reviews, le dio al episodio media estrella sobre cuatro, describiéndolo como "absolutamente terrible". Pensó que representaba una historia más cercana a la de la serie original y dijo: "Emplea todos los clichés del libro de reglas de TOS, incluidas ridículas costumbres alienígenas, una lucha cuerpo a cuerpo a muerte, ingeniosos trucos del capitán y tontos roles de género jugado estúpidamente. La lucha a muerte es particularmente inepta; las secuencias de acrobacias rara vez han parecido tan cursis. Uno de los peores episodios de Trek".
En 2016, los seguidores de la saga en la convención del 50 aniversario de Star Trek votaron "Code of Honor" como el segundo peor episodio de cualquier serie de Star Trek, solo detrás del final de la serie Star Trek: Enterprise "These Are the Voyages...".
En 2017, Screen Rant clasificó a "Code of Honor" como el segundo peor episodio de la franquicia Star Trek.

## Medios domésticos
El primer lanzamiento en los medios domésticos de "Code of Honor" fue en casete VHS el 5 de septiembre de 1991 en los Estados Unidos y Canadá.El episodio se incluyó más tarde en la caja de DVD de la primera temporada de Star Trek: The Next Generation, lanzada en marzo de 2002,y fue lanzado como parte del conjunto de Blu-ray de la primera temporada el 24 de julio de 2012. 
Los episodios desde "Encounter at Farpoint" hasta "Datalore" se lanzaron en Japón en LaserDisc el 10 de junio de 1995, como parte de First Season Part.1.Esto incluyó este episodio, y el conjunto tiene una duración total de 638 minutos en múltiples discos de video ópticos de 12 pulgadas.